# La Vesita
La Vesita és una obra de teatre de l’escriptor valencià del segle xvi Joan Ferrandis d’Herèdia, publicada a València el 1562 dins les obres completes de l’autor. Es tracta d’una peça teatral d’intenció realista i satírica, d’estil popular i costumista, a imitació del teatre renaixentista italià.
L’obra va ser escrita expressament per a ser representada a la cort valenciana, i es va interpretar a l’escenari almenys dues vegades. La primera, entre l’any 1524 i abans del 5 de juliol de 1525 (data de la mort de Joan de Brandenburg-Ansbach, marqués de Brandenburg) al Palau Arxiepiscopal de València, davant del marqués mateix i el lloctinent general, la reina Germana de Foix. La segona es va representar a petició de Mencía de Mendoza, marquesa de Cenete, l’any 1541 al Palau Reial de València amb motiu de les noces del duc de Calàbria (tercer marit de Germana de Foix) amb la marquesa de Cenete. Per a la segona representació, l’autor escriví un nou diàleg a l’inici per tal d’adaptar l’obra als nous esdeveniments. L’any 1562 es publica de manera pòstuma en una replega de les seues obres poètiques.
La vesita és una comèdia burlesca bilingüe que, en el text originari, té 217 versos escrits en valencià sobre un total de 682 i, en el nou diàleg inicial, 116 versos sobre 291. Un dels personatges, a més, parla en portuguès. El joc entre llengües és un dels elements còmics principals, a causa de l’associació entre idioma i classe social. Entre els jocs de paraules que s’hi fan servir destaquen els calembours.
L’obra, que retrata l’alta societat valenciana, comença amb l’anunci d’una visita que una dama valenciana (identificada com a Hierònima Beneito, esposa de l’autor) accepta de bon grat en públic, una actitud que contrasta amb les queixes que tot seguit en mostra en privat, i  amb les picabaralles entre ella i el servei mentre porten a terme els preparatius del palau i l’adreç de la senyora. Quan arriba la visita (unes amigues de la senyora acompanyades d’uns cavallers) s’inicien els diàlegs propis de la seua classe social i el galanteig afectat entre dames i cavallers. L’acció culminarà, després de ballar i cantar diversos poemes, en un torneig anunciat per un rei d’armes.
Una de les intencions de La Vesita és reflectir l’estat de la llengua entre l’aristocràcia valenciana en el segle XVI. La contraposició còmica entre hòmens i dones, d’una banda, i entre dames i criades, de l’altra, l’emmarca dins la tradició dels col·loquis satírics valencians dels segles XV i XVI, amb espectacularitat cortesana i un ritme teatral elevat. Per tot això, es tracta d’una bona mostra d’un tipus de teatre allunyat dels patrons del teatre espanyol del Segle d’Or, els quals acabarien imposant-se en el teatre valencià des de les darreries del segle XVI.
Una versió autògrafa de l’obra es troba a la biblioteca de l’Institut del Teatre i prové del fons Sedó.